# Edgler Vess
Edgler Foreman Vess är en påhittad amerikansk seriemördare och polis från Dean Koontzs roman "Intensity" ("Psykopaten" på svenska) från 1995. Edgler Vess är 33 år gammal i romanen har dödat minst 22 människor sedan barndomen (det antyds i boken att han har dödat uppemot det dubbla). Han väljer noggrant ut unga attraktiva kvinnor som sina offer med hjälp av sina datorkunskaper och sitt polisyrke. Han åker hem till dem, dödar alla eventuella inneboende, övermannar och binder (eller dödar) sitt utvalda offer och fraktar hem henne (eller hennes lik) med sin husbil. Väl hemma torterar han offret i veckor innan han dödar henne och begraver henne på sin tomt.
Som barn torterade han djur och han begick sitt första mord vid 9 års ålder då han mördade sina kärleksfulla föräldrar genom att bränna ner familjens hus efter att de kom på honom med att tortera grannens katt. Branden ansågs vara en olycka orsakad av sängrökning och han fick flytta in hos sin mormor. Unge Edgler högg ihjäl henne två år senare eftersom hon slarvade med städningen. På grund av hans ringa ålder och det faktum att man trodde att "traumat av att ha förlorat sina föräldrar i en brand" var orsaken fick han bara fjorton månaders skyddstillsyn och blev sedan adopterad. Hans adoptivföräldrar överöste honom med kärlek precis som hans riktiga föräldrar hade gjort, och han lät dem leva lika länge också. När han var 20 och i behov av pengar mördade han sina adoptivföräldrar i en eldsvåda för försäkringspengarna.
Sex år innan boken tar sin början flyttar han in i sitt avlägsna hus i Oregon och i källaren bygger han i hemlighet ett ljudisolerat rum där han håller unga kvinnor fångna och torterar dem psykologiskt tills de mister förståndet (vilket för honom brukar ta mellan arton dagar och cirka två månader). Hans sjunde och nuvarande fånge är den sextonåriga Ariel som han hållit fången i över ett år.
I boken dödar han åtta personer innan han slutligen dödas av bokens andra huvudperson, Chyna Sheperd.